# Heinrichia
Genre
Heinrichia est un genre monotypique de passereaux de la famille des Muscicapidae. Il est endémique de l'île de Célèbes.

## Liste des espèces
Selon la classification de référence du Congrès ornithologique international (version 8.1, 2018) :
- Heinrichia calligyna Stresemann, 1931 — Brachyptère des Célèbes, Brachyptéryx des Célèbes, Courtaile des Célèbes
  - Heinrichia calligyna simplex Stresemann, 1931
  - Heinrichia calligyna calligyna Stresemann, 1931
  - Heinrichia calligyna picta Stresemann, 1932